# Drosera dichrosepala
Drosera dichrosepala este o specie de plante carnivore din genul Drosera, familia Droseraceae, ordinul Caryophyllales, descrisă de Porphir Kiril Nicolai Stepanowitsch Turczaninow.
Este endemică în:
- Ashmore-Cartier Is..
- Western Australia.

## Subspecii
Această specie cuprinde următoarele subspecii:
- D. d. dichrosepala
- D. d. enodes

## Galerie

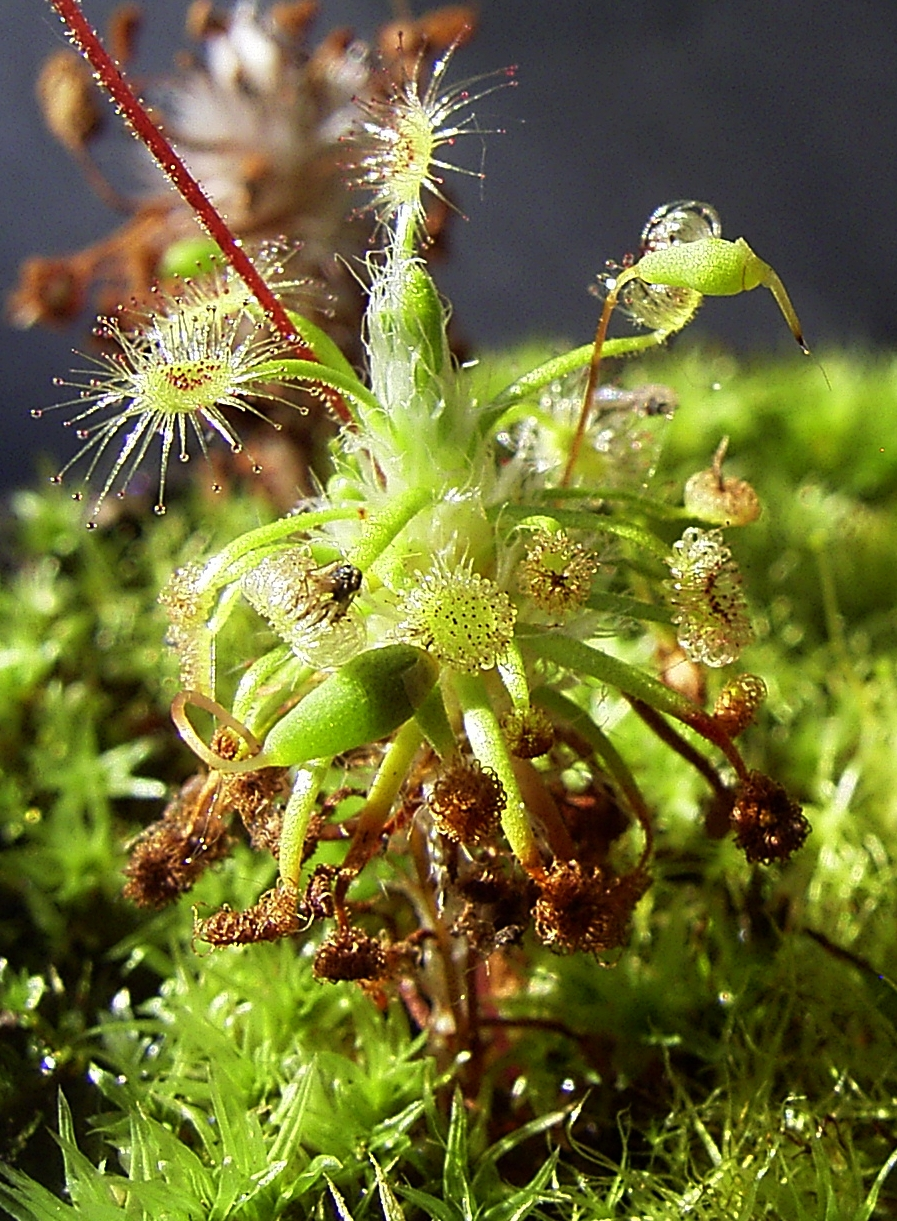
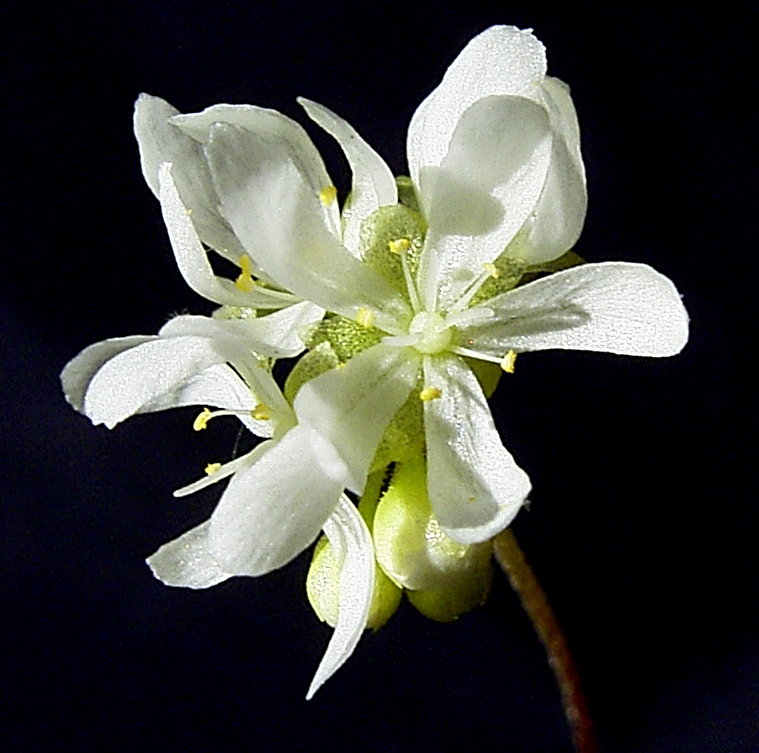
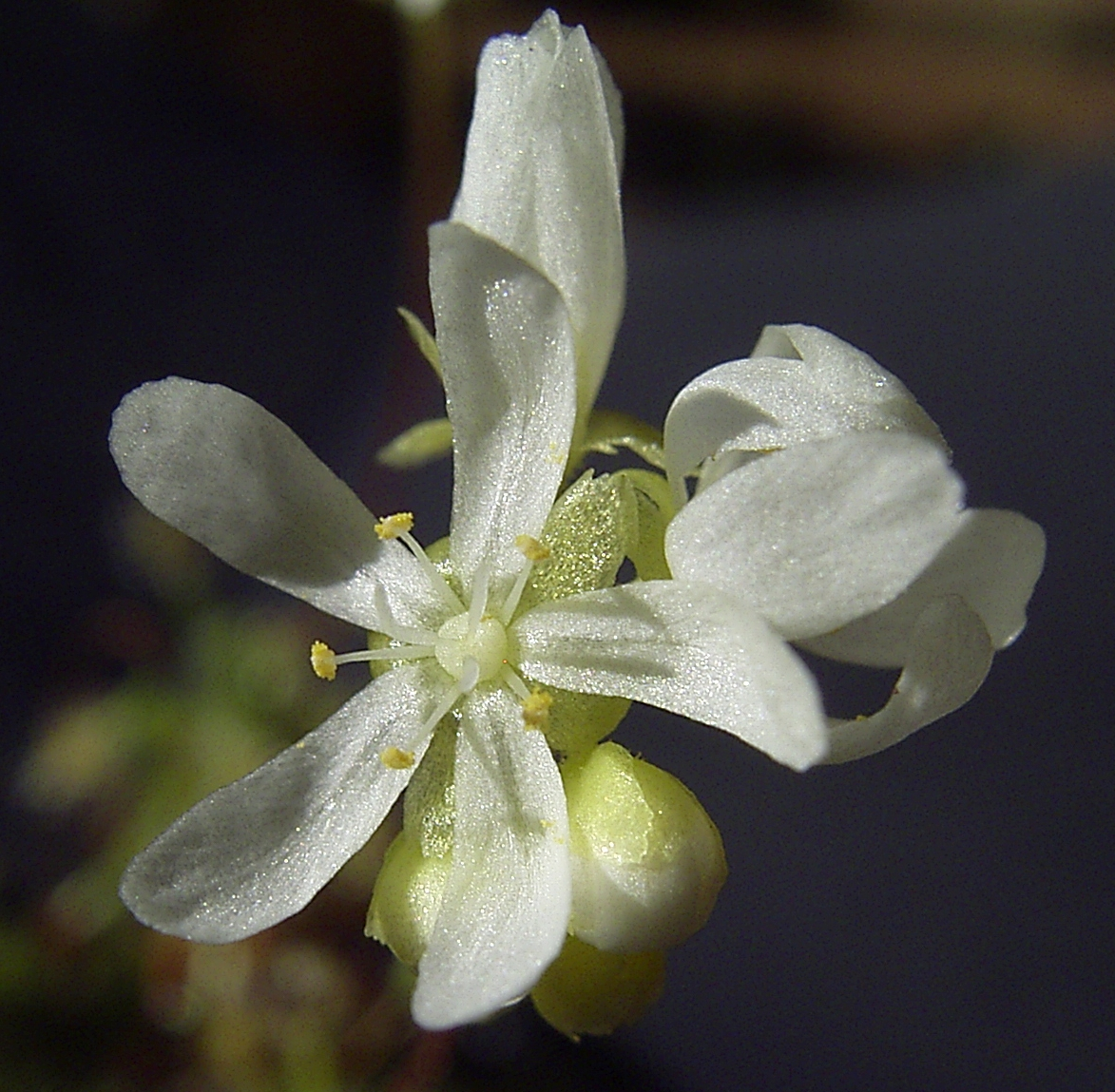
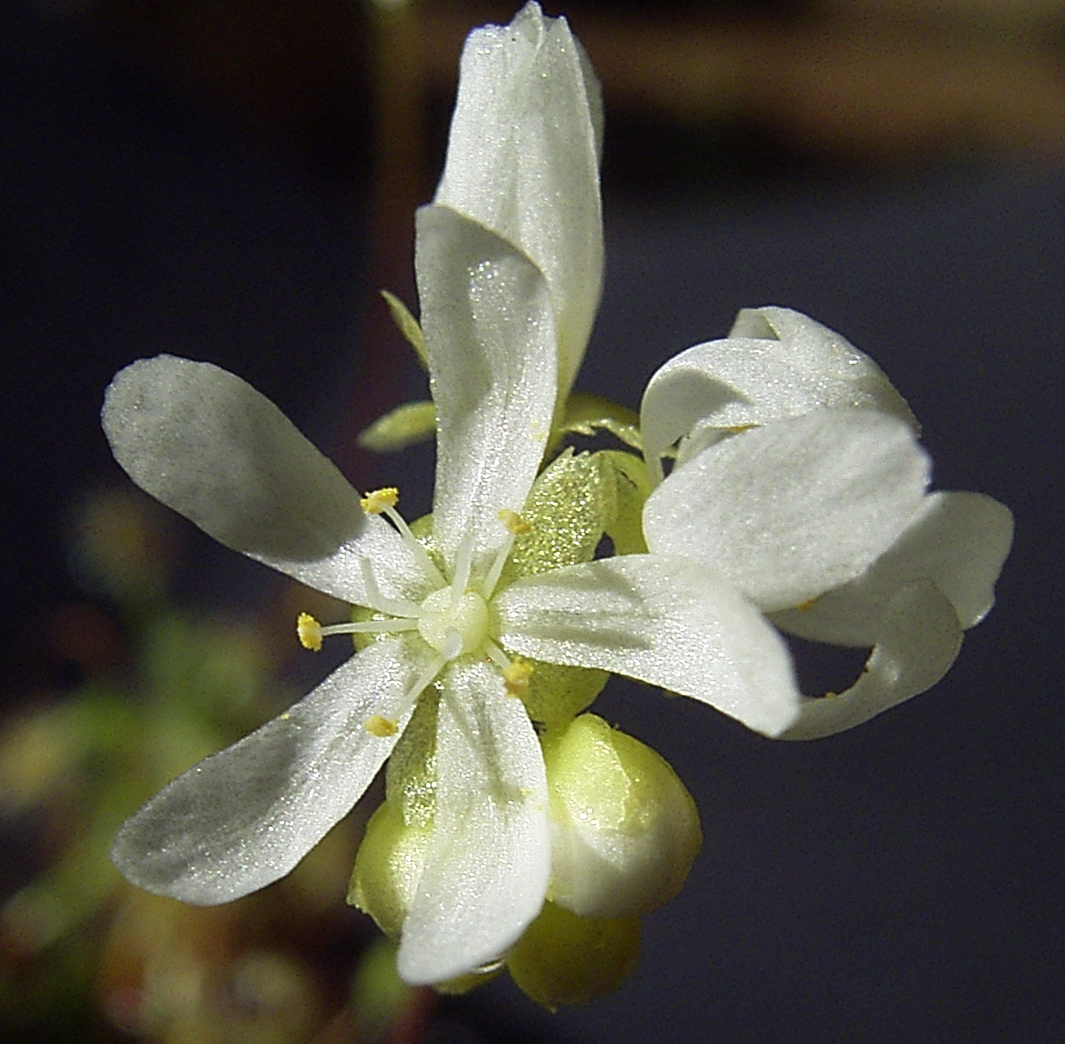